# Plomo en Arica
El caso Polimetales es un conflicto ambiental en Chile. En Arica, específicamente en las poblaciones de Sica Sica, Los Industriales y Cerro Chuño están depositadas alrededor de 20 mil toneladas de desechos tóxicos que fueron vertidos por la empresa sueca Boliden a través de la importadora chilena Promel en los años 80. Hasta la fecha, se han contaminado unos 12 mil habitantes del sector, provocándoles enfermedades graves, producto de la exposición prolongada de estos residuos.

## Historia
Entre los años 1984 y 1989, la empresa sueca Boliden, mediante la importadora chilena Promel, exportó desde su fundición en Skellefteå a Arica, 20.901 toneladas de desechos tóxicos.
Los residuos fueron etiquetados como “barros con contenidos metálicos” a los cuales se les debía dar tratamiento en Chile, sin embargo, el contenido real consistía en materiales tóxicos con alto contenido en plomo, arsénico, cadmio y mercurio. Este movimiento fue autorizado tanto por el Servicio de Aduanas y el Servicio de Salud chilenos.
Finalmente fueron vertidos al aire libre, sin ningún tipo de tratamiento, en un lugar denominado como “Sitio F”, en el sector de “Los Industriales”, en Arica.
Luego, entre 1989 y 1995 se construyeron, con autorización del Servicio de Vivienda y Urbanismo, tres poblaciones de viviendas sociales cercanas al “Sitio F”, a las que llegaron 12.000 personas a vivir a través de subsidios habitacionales, sin conocer de la contaminación cercana. La tierra contaminada incluso había sido utilizada para la construcción de las viviendas.
Fue recién en 1997 que la comunidad presentó por primera vez una denuncia ambiental debido a la existencia de un cerro de color negro del cual emanaban fuertes olores a metal, ante lo cual se realizaron análisis al terreno los que evidenciaron la presencia de minerales tóxicos.
Producto de esto, en 1998 el Servicio de Salud se inició el “Plan de seguimiento toxicológico de habitantes del sector Cerro Chuño - Los Industriales”, donde se realizaron muestras de sangre, donde se identificó la presencia de arsénico y plomo en las personas.
En ese mismo año, se interpuso un recurso de protección ante la Corte de Apelaciones, la cual sentenció al Servicio de Salud remover los desechos tóxicos, lo cual fue realizado bajo deficientes medidas de protección y se trasladó a metros de las poblaciones ya existentes.
En 1999, un grupo de pobladores representados por Lombardo Molina, dirigente vecinal de la época, apoyados por la Fiscalía del Medio Ambiente (FIMA), interpusieron una demanda por daño ambiental contra el Estado de Chile y la empresa Promel. Fue en 2007 cuando la Corte Suprema falló, mandando al Estado a indemnizar a 356 habitantes para reparar el daño a la salud, y a la empresa Promel a reparar el daño, esto debido a que se probó la ineficiencia del Servicio de Salud para salvaguardar la salud de las personas. Si bien en 2014 se agregaron cuatro nuevas personas a la indemnización, alrededor de 600 quedaron fuera, por lo que desde FIMA se recurrió a la Corte Interamericana de Derechos Humanos (CIDH).
En el año 2009, el caso tuvo un alto impacto mediático debido a una denuncia realizada en el programa de televisión "Contacto", lo que provocó una respuesta del Gobierno de Chile y presentaron el “Programa Maestro de Intervención en Zonas con Presencia de Polimetales en Arica”, el que consideraba erradicar a 7.000 personas y ejecutar un catastro del alcance de la contaminación. Tras esto se ingresó un proyecto de ley que fue aprobado en 2012 (Ley 20.590 o Ley de Polimetales), y que establecía un programa para intervenir zonas con presencia de polimetales en la ciudad de Arica.
En 2013 se presentó una demanda en Suecia contra la compañía Boliden, pidiendo una indemnización de 13,7 millones de dólares para las más de 700 personas afectadas. La sentencia fue publicada en 2018, la cual fue favorable para la empresa sueca. Se presentó una apelación, pero el tribunal sueco consideró que los delitos ya habían prescrito.
En el año 2021, expertos de Derechos Humanos de la ONU visitaron el lugar, concluyendo que las y los habitantes de este sector de Arica sufren aún los perjuicios a la salud por los vertidos tóxicos, y emplazaron tanto a los gobiernos de Chile y Suecia para dar una solución definitiva. En 2022, nuevamente la ONU visitó la zona, esta vez a través del Relator Especial sobre Sustancias Tóxicas y Derechos Humanos de la ONU, Marcos Orellana.

## Características
Las 20.901 toneladas de desechos tóxicos contenían altos niveles de metales pesados como plomo, arsénico, cadmio, mercurio y zinc. Fueron depositados en la ciudad de Arica en el año.

## Consecuencias, críticas, impacto
La principal problemática asociada a este conflicto es en relación con la afectación de la salud de las personas habitantes en las cercanías a los vertimientos tóxicos. Estas personas, de grupos vulnerables, sufrieron, y aún a la fecha, sufren distintas enfermedades asociadas a la exposición prolongada con este tipo de metales. Los síntomas y enfermedades que les aquejan son abortos espontáneos, cáncer, discapacidades, enfermedades respiratorias y crónicas, defectos de nacimiento, lesiones cutáneas, enfermedades cardiovasculares, entre muchas otras.